# 太空英雌巴巴麗娜
《太空英雌巴巴麗娜》（法語：Barbarella）是一部1968年的法國科幻電影，由罗杰·瓦迪姆執導，珍·芳達主演，飾演巴巴麗娜。電影內容改編自法國漫畫家尚·格·佛赫斯特的漫畫《太空英雌巴巴麗娜》，以41世紀為背景，描述一名聯合地球政府的代表巴巴麗娜奉地球總統之命，尋找一名失蹤的科學家杜蘭杜蘭（Durand Durand）並阻止他去毀滅地球的故事。
珍·芳達在電影中的造型非常性感，令她成為當年不少人的幻想對像，亦是此片成為邪典電影的其中一個原因。

## 演員
- 珍·芳達 飾演 巴巴麗娜
- 原高·托尼斯（英语：Ugo Tognazzi） 飾演 Mark Hand
- 安妮德·巴蘭寶（英语：Anita Pallenberg） 飾演 The Great Tyrant，Black Queen of Sogo
- 米路·奧舒亞（英语：Milo O'Shea） 飾演 Durand Durand / Concierge
- 馬歇·馬叟 飾演 Professor Ping
- 克勞德·多芬（英语：Claude Dauphin (actor)） 飾演 地球總統Dianthus
- 大衛·漢明斯（英语：David Hemmings） 飾演 革命領袖Dildano
- 尊·菲力·羅（英语：John Phillip Law） 飾演 天使派干（Pygar）
- Serge Marquand（英语：Serge Marquand） 飾演 Captain Sun
- Fabienne Fabre（英语：Fabienne Shine） 飾演 the tree woman
- Diane Bond（英语：Diane Bond） 飾演 額外（最後演出的電影）

## 相關
- 杜蘭杜蘭（Duran Duran）：取名自反派科學家的名字Durand-Durand
- CLAMP的漫畫《美幸夢遊仙境》（不思議の国の美幸ちゃん）中，有一章模仿此片的情節

## 外部連結
- 互联网电影数据库（IMDb）上《太空英雌巴巴麗娜》的资料（英文）
- AllMovie上《太空英雌巴巴麗娜》的资料（英文）
- TCM电影资料库上《太空英雌巴巴麗娜》的资料（英文）
- Box Office Mojo上《太空英雌巴巴麗娜》的資料（英文）
- 爛番茄上《太空英雌巴巴麗娜》的資料（英文）
- 有關原著作者及漫畫的網頁（页面存档备份，存于）
- 重金屬雜誌粉絲頁（页面存档备份，存于）
- 電影重拍可能性的資料[永久]